# Штатский советник Биафраленда

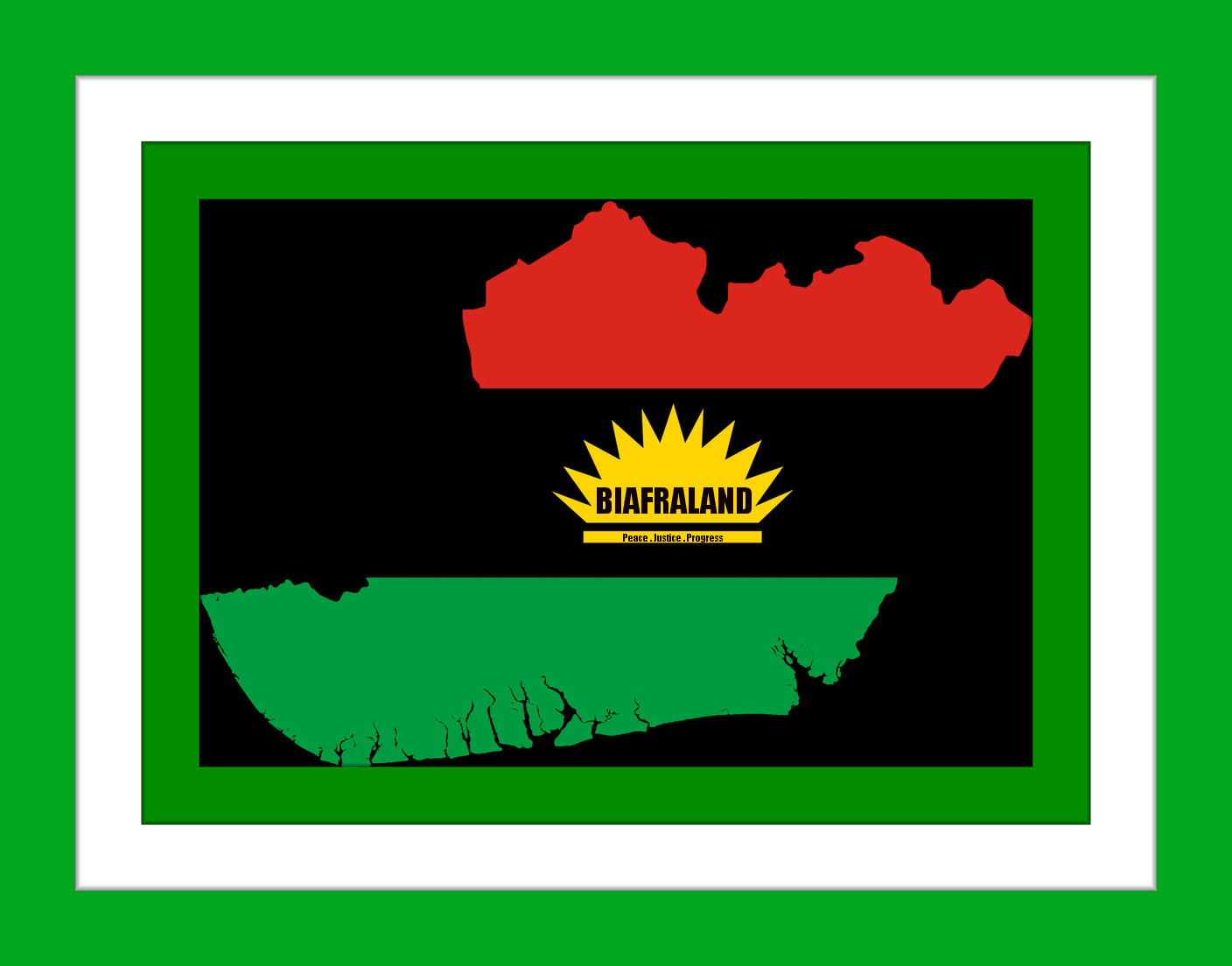
Биафраленд - Официальный флаг

Штатный советник правительства в изгнании является главным государственным служащим правительства Биафры в изгнании. Должность была учреждена в 2017 году диаспорой Биафры для эффективного содействия международной дипломатической работе во всех областях государственного управления.

## Круг ведения
- Ходатайствовать о дипломатическом признании Биафраленда как независимого государства
- Представлять биафранскую диаспору в ООН, ЕС и прочих значимых дипломатических институциях мира
- Вести переговоры с Нигерией и Камеруном на постоянной основе
- Проводить перепись биафранцев диаспоры.[2][3]